# Каљехон де ла Лома (Аљенде)
Каљехон де ла Лома (шп. Callejón de la Loma) насеље је у Мексику у савезној држави Нови Леон у општини Аљенде. Насеље се налази на надморској висини од 360 м.

## Становништво
Према подацима из 2005. године у насељу је живело 5 становника.

### Хронологија
| Година       | 2000        | 2005 |
| ------------ | ----------- | ---- |
| Становништво | 20 (11 / 9) | 5    |

### Попис
| # | Индикатор                        | Вредност |
| - | -------------------------------- | -------- |
| 1 | Укупно појединачних домаћинстава | 1        |